# Xã Oak Creek, Quận Butler, Nebraska
Xã Oak Creek (tiếng Anh: Oak Creek Township) là một xã thuộc quận Butler, tiểu bang Nebraska, Hoa Kỳ. Năm 2010, dân số của xã này là 500 người.